# Cassano (Haute-Corse)
Pour les articles homonymes, voir Cassano.
Cassano est un village et une ancienne commune française de la Haute-Corse. Elle est rattachée à Montegrosso depuis 1973.

## Géographie
La commune avait une superficie de 2,78 km2.

## Histoire
Le 1er janvier 1973, la commune de Cassano est rattachée à celle de Saint-Rainier-de-Balagne qui est alors renommée « Montegrosso ».

## Administration

### Liste des maires
| Période                                  | Période | Identité | Étiquette | Qualité |
| ---------------------------------------- | ------- | -------- | --------- | ------- |
| Les données manquantes sont à compléter. |         |          |           |         |
|                                          |         |          |           |         |

## Démographie
| 1793 | 1800 | 1806 | 1821 | 1831 | 1836 | 1841 | 1846 | 1851 |
| ---- | ---- | ---- | ---- | ---- | ---- | ---- | ---- | ---- |
| -    | 420  | 422  | 491  | 400  | 478  | 511  | 508  | 512  |

| 1856 | 1861 | 1866 | 1872 | 1876 | 1881 | 1886 | 1891 | 1896 |
| ---- | ---- | ---- | ---- | ---- | ---- | ---- | ---- | ---- |
| 508  | 515  | 450  | 505  | 501  | 413  | 410  | 458  | 519  |

| 1901 | 1906 | 1911 | 1921 | 1926 | 1931 | 1936 | 1946 | 1954 |
| ---- | ---- | ---- | ---- | ---- | ---- | ---- | ---- | ---- |
| 505  | 522  | 331  | 299  | 329  | 264  | 234  | 203  | 140  |

| 1962 | 1968 | - | - | - | - | - | - | - |
| ---- | ---- | - | - | - | - | - | - | - |
| -    | -    | - | - | - | - | - | - | - |

Histogramme

(élaboration graphique par Wikipédia)